# Phare de Punta Ángeles
Le phare de Punta Ángeles (en espagnol : Faro Punta Ángeles) est un phare actif situé à Valparaíso (Province de Valparaíso), dans la Région de Valparaíso au Chili.
Il est géré par le Service hydrographique et océanographique de la marine chilienne dépendant de la Marine chilienne.

## Histoire
Le phare premier phare, inauguré le 9 novembre 1837 sous la présidence de José Joaquín Prieto, était une tour pyramidale en bois créée par le capitaine américain Paul Délano (es) (1775-1842) devenu amiral au début de la marine chilienne.
Il a été remplacé en 1857 par une tour en briques qui a été détruite par le tremblement de terre de 1906. 
Le phare actuel a été préfabriqué en Angleterre par la société Chance Brothers (en). En 1967, la tour a été relocalisée à Playa Ancha (es). Il possède un musée consacré à l'ingénieur écossais George Slight qui a construit le phare Evangelistas. Il est situé sur le promontoire rocheux à l'entrée ouest de la baie de Valparaíso, à environ 3 km au nord-ouest de la ville.
Il est le plus puissant phare du Chili et il fait partie du circuit historique de la salle du musée George-Slight. Pendant les jours ouvrables, les visites sont guidées par des spécialistes des phares. Heures d'ouverture du mardi au jeudi de 9 h à 12 h et de 14 h à 16 h, le vendredi de 9 h à 13 h.

## Description
Le phare actuel  est une tour cylindrique en fonte, avec une galerie et une lanterne circulaire de 18 m de haut. La tour est peinte en blanc avec une bande rouge  et la lanterne est rouge. Il émet, à une hauteur focale de 60 m, un éclat blanc par période de 10 secondes. Sa portée est de 32 milles nautiques (environ 59 km).
Il possède un signal de brouillard émettant 2 blats par période de 30 secondes.
Identifiant : ARLHS : CHI-001 - Amirauté : G1874 - NGA : 111-1268 .

## Caractéristique dufeu maritime
Fréquence : 10 secondes (W)
- Lumière : 0,2 seconde
- Obscurité : 9,8 secondes

|                |
| Punta Angeles. |

|                          |
| Le phare (vue aérienne). |

### Lien connexe
- Liste des phares du Chili